# Celama obaurata
Celama obaurata är en fjärilsart som beskrevs av Morris 1874. Celama obaurata ingår i släktet Celama och familjen trågspinnare. Inga underarter finns listade i Catalogue of Life.